# La Rose tatouée (film)
Pour l’article homonyme, voir La Rose tatouée.
Pour plus de détails, voir Fiche technique et Distribution.
La Rose tatouée (The Rose Tattoo) est un film américain de Daniel Mann, sorti en 1955, adapté de la pièce La Rose tatouée du dramaturge Tennessee Williams. On y retrouve Anna Magnani et Burt Lancaster dans les principaux rôles.

## Résumé
En Louisiane, dans un lotissement pour immigrés italiens, Serafina Delle Rose vit dans la plus pure adoration de son mari Rosario qui, alors qu'il était poursuivi par la police à cause de ses trafics de contrebande, est décédé dans l'accident de son camion. Serafina entre en deuil et se retire du monde, tout en essayant de garder la mainmise sur le comportement de sa jeune fille Rosa qui commence à s'émanciper après avoir rencontré Jake Hunter, un marin dont elle s'est éprise.
Serafina s'éternise dans son deuil (ellipse temporelle de trois ans), refusant toute sortie ou rencontre. Son deuil est entaché par la rumeur d'une liaison sérieuse qu'aurait eu son mari avec Estelle Hohengarten. Par hasard, elle fait la connaissance de l'atypique camionneur Alvaro Mangiacavallo qui va peu à peu la tirer de sa torpeur.

## Fiche technique
- Titre original : The Rose Tattoo
- Titre français : La Rose tatouée
- Réalisation : Daniel Mann
- Scénario : Hal Kanter et Tennessee Williams d'après sa pièce La Rose tatouée (1951)
- Direction artistique : Hal Pereira
- Décors : Sam Comer, Arthur Krams
- Costumes : Edith Head
- Photographie : James Wong Howe, Tambi Larsen
- Son : Gene Garvin, Harold Lewis, Carl Mahakian, Bill Wistrom
- Montage : Warren Low
- Musique : Alex North
- Production : Hal B. Wallis
- Société de production : Hal Wallis Productions[1] (États-Unis)
- Sociétés de distribution : Paramount Pictures[1] (distributeur d'origine : États-Unis, France, Royaume-Uni), Les Grands Films Classiques (France)[2]
- Pays d'origine : États-Unis
- Langues originales : anglais, italien
- Format : noir et blanc — 35 mm — 1,85:1 (VistaVision) — son monophonique (Western Electric Recording)
- Genre : comédie dramatique
- Durée : 117 minutes
- Dates de sorties :
  - États-Unis : 12 décembre 1955
  - France : 6 avril 1956
- (fr) Classifications et visa CNC : tous publics, Art et Essai, visa d'exploitation no 17924 délivré le 3 avril 1956
- Affiche : Boris Grinsson (France)

## Distribution
- Anna Magnani (VF : elle-même) : Serafina Delle Rose
- Burt Lancaster (VF : Jean Martinelli) : Alvaro Mangiacavallo
- Marisa Pavan (VF : Jeanine Freson) : Rosa Delle Rose
- Ben Cooper (VF : Michel François) : Jack Hunter
- Virginia Grey (VF : Denise Bosc) : Estelle Hohengarten
- Jo Van Fleet (VF : Paula Dehelly) : Bessie
- Sandro Giglio (VF : Georges Hubert) : père De Leo
- Mimi Aguglia : Assunta
- Florence Sundstrom : Flora

## Production

### Genèse
Turner Classic Movies, : « C'est le premier film hollywoodien d'Anna Magnani et son premier rôle anglophone. Selon le critique du New York Times, Tennessee Williams a écrit sa pièce avec Magnani en tête. Cependant, lorsque la pièce a été montée à New York, Magnani n'était pas disponible. Le 10 août 1952, le New York Times rapportait que Vittorio De Sica pourrait réaliser la version cinématographique, et un article du 11 avril 1954 du New York Times indiquait que Pier Angeli jouerait le rôle de « Rosa ». C'est Marisa Pavan, sœur jumelle d'Angeli, qui a finalement hérité du rôle. »

### Scénario
- AllMovie[4] : « Williams a écrit le scénario pour Magnani qui a été oscarisée pour son interprétation. »

### Casting
- Tennessee Williams et le producteur Hal B. Wallis apparaissent en caméo dans la scène du « Mardi Gras Club » quand Serafina et Alvaro entrent dans le club, un travelling latéral les montre assis au bar[5].

### Tournage
- Période de prises de vue : 3 novembre au 31 décembre 1954[6],[7].
- Intérieurs en Californie[7] : Paramount Studios (Los Angeles).
- Extérieurs en Floride[7] : Key West (îles Keys).

### Chansons et musiques additionnelles
Toutes les informations de cette section proviennent du site IMDb.
- The Sheik of Araby, musique de Ted Snyder (1921), instrumental joué au piano.
- Come le rose, paroles de Gaetano Lama (it) et musique d'Adolfo Genise (1918), chanté par Marisa Pavan.
- Out of Nowhere, musique de Johnny Green (1931), instrumental (non crédité) joué au club.

## Accueil
AllMovie, : « La Rose tatouée n'a jamais figuré au top des œuvres de Tennessee Williams, et le scénario n'a pas bien vieilli. Mais il est vrai que ce film n'a été qu'une vitrine pour valoriser sa principale actrice, et l'interprétation de celle-ci ne s'est pas amoindrie d'un iota au fil des décennies. Anna Magnani n'est rien de moins que féroce, genre d'acteur puissant et étonnant qui, entre d'autres mains, pourrait être défini comme « trop ». Magnani élimine tous les temps moindres en faisant éclater de si grandes émotions que l'écran paraîtrait ne pas pouvoir toutes les contenir ; pourtant, une partie de sa magie fait qu'elle les contient et que le public est englouti plutôt que submergé par ses explosions. Larmoyante de douleur ou flamboyante tant de colère que de souffrance, ou laissant échapper un rire sincère, Magnani est un volcan humain, une force de la nature devant être connue. Elle est aidée par la capacité qu'a Williams de créer des voies féminines tridimensionnelles, ce qui lui permet de surmonter la rigidité et la prévisibilité d'une grande partie de l'histoire. Dans le premier rôle masculin, Burt Lancaster doit affronter non seulement Anna Magnani, mais aussi son personnage qui est beaucoup moins développé que celui de sa partenaire ; malheureusement, il s'adapte en surjouant et son interprétation nuit au film, tout comme la direction pas trop subtile de Daniel Mann. Pourtant, cela vaut la peine d'accepter les défauts du film pour voir Magnani. »

## Distinctions

### Récompenses
- National Board of Review 1955 :
  - Prix de la meilleure actrice pour Anna Magnani,
  - Film classé dans le Top Ten.
- New York Film Critics Circle Awards 1955 : prix de la meilleure actrice pour Anna Magnani.
- Globe d'or 1956 : mention spéciale à Anna Magnani.
- Golden Globes 1956 :
  - Golden Globe de la meilleure actrice dans un film dramatique pour Anna Magnani,
  - Golden Globe de la meilleure actrice dans un second rôle pour Marisa Pavan.
- Oscars du cinéma 1956 :
  - Oscar de la meilleure actrice pour Anna Magnani,
  - Oscar de la meilleure direction artistique, meilleurs décors en noir et blanc pour Hal Pereira, Tambi Larsen, Sam Comer, Arthur Krams,
  - Oscar de la meilleure photographie en noir et blanc pour James Wong Howe.
- Bafta Awards 1957 : Bafta de la meilleure actrice étrangère pour Anna Magnani.

### Nominations
- Directors Guild of America 1956 : Daniel Mann nommé pour le prix de la meilleure réalisation.
- Oscars du cinéma 1956 :
  - Hal B. Wallis nommé pour l'Oscar du meilleur film,
  - Marisa Pavan nommée pour l'Oscar de la meilleure actrice dans un second rôle,
  - Edith Head nommée pour l'Oscar de la meilleure création de costumes,
  - Warren Low nommé pour l'Oscar du meilleur montage,
  - Alex North nommé pour l'Oscar de la meilleure musique de film.
- Bafta Awards 1957 : Marisa Pavan nommée pour le Bafta de la meilleure actrice étrangère dans un second rôle.

## Commentaires
La Rose tatouée est une des rares pièces de Tennessee Williams que l'on pourrait presque qualifier de comédie, de par une ambiance assez légère même si elle reste dense. Le film conserve cette atmosphère avec une Anna Magnani drôle et un Burt Lancaster bouffon. On remarque aussi le côté poétique de certaines répliques.
Le film a souffert quelques altérations dues principalement à la censure : la sexualité, omniprésente dans la pièce, apparaît par touches délicates ; quant à la critique de la religion, elle n'est qu'à peine effleurée.